# Лантёй (Коррез)
Лантёй (фр. Lanteuil, окс. Lantòl) — коммуна во Франции, находится в регионе Лимузен. Департамент — Коррез. Входит в состав кантона Бейна. Округ коммуны — Брив-ла-Гайярд.
Код INSEE коммуны — 19105.
Коммуна расположена приблизительно в 420 км к югу от Парижа, в 90 км южнее Лиможа, в 18 км к юго-западу от Тюля.

## Население
Население коммуны на 2008 год составляло 510 человек.
| 1962 | 1968 | 1975 | 1982 | 1990 | 1999 | 2008 |
| ---- | ---- | ---- | ---- | ---- | ---- | ---- |
| 523  | 469  | 427  | 406  | 431  | 478  | 510  |

## Экономика

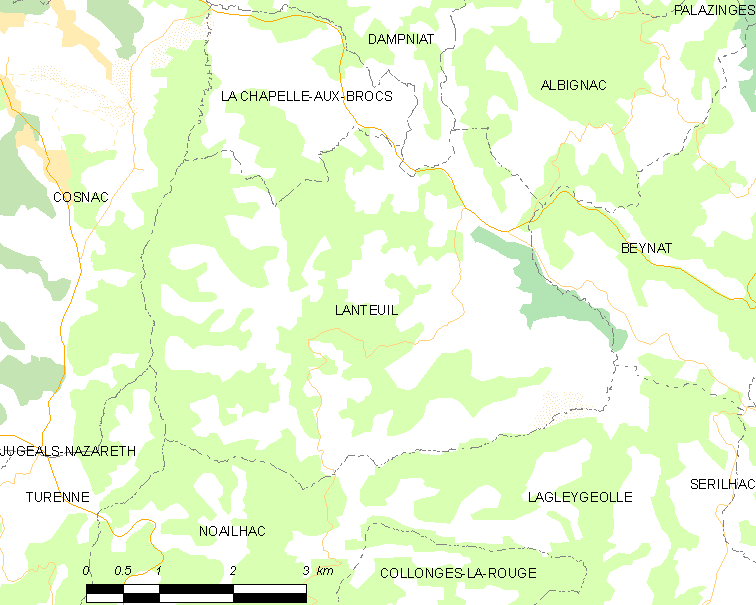
Карта коммуны

В 2007 году среди 335 человек в трудоспособном возрасте (15—64 лет) 261 были экономически активными, 74 — неактивными (показатель активности — 77,9 %, в 1999 году было 76,4 %). Из 261 активных работали 248 человек (138 мужчин и 110 женщин), безработных было 13 (6 мужчин и 7 женщин). Среди 74 неактивных 29 человек были учениками или студентами, 23 — пенсионерами, 22 были неактивными по другим причинам.

## Достопримечательности
- Замок XV—XVI веков. Памятник истории с 1987 года.[3]